# Bob Gunton
Bob Gunton est un acteur américain, né le 15 novembre 1945 à Santa Monica, en Californie, aux (États-Unis).
Il est connu pour son rôle du directeur de la prison d'État de Shawshank dans le film Les Évadés. Gunton incarne également Ethan Kanin dans 24 heures chrono et Leland Owlsley dans Daredevil.
Au cinéma, il a joué dans Glory, Né un 4 juillet, JFK, Jeux de guerre, Jennifer 8, Demolition Man, Ace Ventura en Afrique, Dolores Claiborne, Broken Arrow, L'Ombre blanche, Docteur Patch, Minuit dans le jardin du bien et du mal, En Pleine tempête, La Faille, Dead Silence, La Défense Lincoln et Argo.
À la télévision, il a fait des apparitions Ally McBeal, Desperate Housewives, Monk et Mentalist.

## Filmographie

### Cinéma
- 1981 : Une femme d'affaires (Rollover) d'Alan J. Pakula : Sal Naftari
- 1985 : Static (en) de Mark Romanek : Frank
- 1987 : Matewan de John Sayles : C.E. Lively
- 1987 : Le Dragueur (The Pick-up Artist) de James Toback : Fernando Portacarrero
- 1989 : Cookie de Susan Seidelman : Richie Segretto
- 1989 : Glory d'Edward Zwick : le général Harker
- 1989 : Né un 4 juillet (Born on the Fourth of July) d'Oliver Stone : un médecin à l'hôpital militaire
- 1991 : JFK d'Oliver Stone : un journaliste télé
- 1992 : Jeux de guerre (Patriot Games) de Phillip Noyce : un journaliste
- 1992 : L'Œil public (The Public Eye) de Howard Franklin : le vieil agent de police
- 1992 : Jennifer 8 (Jennifer Eight) de Bruce Robinson : le directeur Goodridge
- 1993 : Un père en cavale (Father Hood) de Darrell Roodt : Lazzaro
- 1993 : Demolition Man de Marco Brambilla : le chef George Earle
- 1994 : Les Évadés (The Shawshank Redemption) de Frank Darabont : le directeur de la prison d'État de Shawshank Samuel Norton
- 1995 : Dolores Claiborne de Taylor Hackford : monsieur Pease
- 1995 : Ace Ventura en Afrique (Ace Ventura: When Nature Calls) de Steve Oedekerk : Burton Quinn
- 1996 : Broken Arrow de John Woo : Pritchett
- 1996 : L'Ombre blanche (The Glimmer Man) de John Gray : Frank Deverell
- 1997 : Secrets (A Thousand Acres) de Jocelyn Moorhouse : le juge (non-crédité au générique)
- 1997 : Minuit dans le jardin du bien et du mal (Midnight in the Garden of Good and Evil) de Clint Eastwood : Finley Largent
- 1998 : Docteur Patch (Patch Adams) de Tom Shadyac : le docteur Dean Walcott
- 1999 : La Nuit des chauves-souris (Bats) de Louis Morneau : le docteur Alexander McCabe
- 2000 : En Pleine tempête (The Perfect Storm) de Wolfgang Petersen : Alexander McAnally III
- 2001 : La Loi des armes (Scenes of the Crime) de Dominique Forma : Steven
- 2002 : Boat Trip de Mort Nathan (en) : le capitaine du navire
- 2003 : Dallas 362 de Scott Caan : Joe
- 2004 : J'adore Huckabees (I Heart Huckabees) de David O. Russell : Mr Silver
- 2006 : Believe in Me (en) de 	Robert Collector : Hugh Moreland
- 2007 : Dead Silence de James Wan : Edward Ashen
- 2007 : La Faille (Fracture) de Gregory Hoblit : Juge Gardner
- 2007 : Givré ! de Harris Goldberg (en) : Dr Townsend
- 2007 : Player 5150 (en) de David O'Neill : Nick
- 2007 : Détention secrète (Rendition) de Gavin Hood : Lars Whitman
- 2011 : La Défense Lincoln (The Lincoln Lawyer) de Brad Furman : Cecil Dobbs
- 2011 : Bulletproof Gangster (Kill the Irishman) de Jonathan Hensleigh : Jerry Merke
- 2012 : Kill the Gringo (Get the Gringo), d'Adrian Grunberg : M. Kaufmann
- 2012 : Argo de et avec Ben Affleck : Cyrus Vance
- 2013 : Players de Brad Furman : le président de Princeton
- 2013 : Decoding Annie Parker de Steven Bernstein (en)
- 2013 : Live at the Foxes Den (en) : Tony O'Hara
- 2015 : Larry Gaye: hôtesse de l'air (en) (Larry Gaye: Renegade Male Flight Attendant) de Sam Friedlander : l'instructeur de vol
- 2015 : Les 33 : le président Sebastián Piñera
- 2017 : Mountain Top : Maxwell Forrest
- 2018 : The List d'Harris Goldberg (en) : Mr Stern
- 2018 : Invincible : Le Chemin de la rédemption (Unbroken: Path to Redemption) de Harold Cronk (en) : Major Zeigler

### Télévision
- 1982 : Lois Gibbs and the Love Canal : Harry Gibbs
- 1984 : Comedy Zone (série télévisée)
- 1985 : Finnegan Begin Again : Christian Jamison
- 1986 : Adam: His Song Continues : Edgar Milton
- 1988 : Hothouse (série télévisée) : Leonard Schrader
- 1989 : Unconquered : Gov. George Wallace
- 1990 : Judgment : Monsignor Beauvais
- 1990 : Mariage en noir (The Bride in Black) : Sydney
- 1990 : New York, police judiciaire (saison 1, épisode 5) : Gil Himes
- 1991 : Perry Mason: The Case of the Glass Coffin : Asst. D.A. Scott Willard
- 1991 : Nom de code : Requin (Mission of the Shark: The Saga of the U.S.S. Indianapolis) : Chaplain
- 1991 : A Woman Named Jackie (feuilleton TV) : Hugh Auchincloss
- 1992 : Ned Blessing: The True Story of My Life : Texas Preacher
- 1992 : Ladykiller : Wolkowski
- 1992 : Sinatra : Tommy Dorsey
- 1992 : Dead Ahead: The Exxon Valdez Disaster : Dietrick
- 1993 : Murder in the Heartland (en)
- 1993 : Wild Palms (feuilleton TV) : Dr Tobias Schenkl
- 1994 : Roswell, le mystère (Roswell) : Frank Joyce
- 1995 : L'Honneur de la cavalerie (In Pursuit of Honor) : Col. John Hardesty
- 1995 : Kingfish: La vie de Huey P. Long (en) (Kingfish: A Story of Huey P. Long) : Franklin D. Roosevelt
- 1995 : Courthouse (en) (série télévisée) : Judge Homer Conklin
- 1996 : The Siege at Ruby Ridge : Bo Gritz
- 1997 : Elvis Meets Nixon (en) : Richard M. Nixon
- 1997 : Buffalo Soldiers : Col. Grierson
- 1998 : Ally McBeal : Michaelson (saison 1, épisode 23)
- 2000 : Running Mates : Senator Terrence Randall
- 2001 : When Billie Beat Bobby (en) : Jerry Perenchio
- 2001 : 61* : Dan Topping
- 2002 : Greg the Bunny (série télévisée) : Junction Jack
- 2002 : Le Pacte d'amour (The Pact) : James
- 2003 : Peacemakers (série télévisée) : Mayor Smith
- 2004 : Amy (Judging Amy) (série télévisée) : Dr Alan Foster
- 2004 : Volonté de fer (Iron Jawed Angels) : Président Woodrow Wilson
- 2004 : Judas : High Priest Caiaphas
- 2004 : Monk : Dwight Ellison
- 2005 : Fur on the Asphalt: The Greg the Bunny Reunion Show : Prison Warden
- 2005 : Nip/Tuck (série télévisée) : Agent Sagamore
- 2006 : Desperate Housewives (série télévisée) : Noah Taylor
- 2006 : Pepper Dennis (série télévisée) : Dick
- 2007 : Imperfect Union
- 2007 : Pandemic : Virus fatal (Pandemic) : Sorkosky
- 2008 : 24 Heures chrono : Redemption : Ethan Kanin
- 2008 - 2010  : 24 Heures chrono (24) (série télévisée) : Ethan Kanin : 31 épisodes
- 2010 : Mentalist (série télévisée) : Alexander
- 2011 : Esprits criminels : Unité parallèle (série télévisée) : Marshall Phelps
- 2011 : Les Griffin (Family Guy) : Cool Hand Peter
- 2014 : New Girl (série télévisée) (saison 3, épisode 12) : Ed, collègue de Schmidt
- 2015 : Daredevil : Leland Owlsley
- 2017 : Trial & Error (série télévisée) (6 épisodes) : Jeremiah Jefferson Davis
- 2017 : New York, unité spéciale (saison 18, épisode 9) : Laurence Hendricks, Sr.
- 2019 : Elementary (série télévisée) (saison 7, épisode 12) : Frédérick Wentz
- 2019 : Projet Blue Book (série télévisée) (saison 1, épisode 10) : Président Harry S. Truman

## Voix françaises
En France, Bob Gunton a été doublé par un grand nombre de comédiens. Parmi les plus réguliers figurent Philippe Ariotti (quatre fois), Michel Voletti & Michel Modo (à trois reprises chacun) ainsi que Georges Claisse, Hervé Bellon & Michel Paulin (tous deux fois).
| - Philippe Ariotti dans : - New York, unité spéciale - Royal Pains - Gortimer Gibon's Life on Normal Street - Daredevil - Michel Voletti dans : - Le projet Lazarus - Bulletproof Gangster - Le Dernier Seigneur - Michel Modo dans : - Nip/Tuck - Desperate Housewives - DOS : Division des opérations spéciales - Hervé Bellon dans : - JFK - Les Évadés - Michel Paulin dans : - Dead Silence - New Girl - Georges Claisse dans : - La Défense Lincoln - Argo | et aussi - Claude d'Yd dans Né un 4 juillet - Hervé Caradec dans Jennifer 8 - Yves Barsacq dans Demolition Man - Daniel Kenigsberg dans Dolores Claiborne - Michel Ruhl dans Ace Ventura en Afrique - Michel Fortin dans Broken Arrow - Marcel Guido dans L'Ombre blanche - Hervé Jolly dans Minuit dans le jardin du bien et du mal - François Jaubert dans Docteur Patch - Michel Castelain dans La Nuit des chauves-souris - Philippe Catoire dans La Loi des armes - Guy Lemarque dans J'adore Huckabees - Pierre Dourlens dans La Faille - Jean-Philippe Desrousseaux dans Kill the Gringo - Jean-Yves Chatelais dans Players - Jean-Pierre Leroux dans Ally McBeal - Jean Roche dans Greg the Bunny - Thierry Murzeau dans Batman - Dominique Paturel dans Monk - Olivier Rodier dans 24 heures chrono - Mathieu Rivolier dans The Trial - Gabriel Le Doze dans Une nouvelle chance - Bernard Alane dans Trial & Error |